# Tielu
Tielu är en köping i Kina. Den ligger i provinsen Jiangxi, i den sydöstra delen av landet, omkring 91 kilometer söder om provinshuvudstaden Nanchang. Antalet invånare är 40 868. Befolkningen består av 18 776 kvinnor och 22 092 män. Barn under 15 år utgör 23,0 %, vuxna 15-64 år 69 %, och äldre över 65 år 6,0 %.
Runt Tielu är det tätbefolkat, med 276 invånare per kvadratkilometer. Närmaste större samhälle är Xiushi, 19,7 km nordost om Tielu. I omgivningarna runt Tielu växer huvudsakligen savannskog.
Genomsnittlig årsnederbörd är 2 267 millimeter. Den regnigaste månaden är juni, med i genomsnitt 364 mm nederbörd, och den torraste är oktober, med 22 mm nederbörd.